# Evolution (Disturbed)
Evolution è il settimo album in studio del gruppo musicale statunitense Disturbed, pubblicato il 19 ottobre 2018, a tre anni di distanza dall'ultimo album Immortalized (2015).
L'album ha debuttato alla posizione numero quattro della Billboard 200, contrariamente a cinque album in studio del gruppo, che avevano raggiunto tutti la posizione numero uno.

## Tracce
1. Are You Ready – 4:21
2. No More – 3:52
3. A Reason to Fight – 4:44
4. In Another Time – 4:11
5. Stronger on Your Own – 4:01
6. Hold On to Memories – 5:03
7. Saviour of Nothing – 4:12
8. Watch You Burn – 4:20
9. The Best Ones Lie – 4:02
10. Already Gone – 4:28

Tracce bonus - Edizione Deluxe
1. The Sound of Silence (live, featuring Myles Kennedy) – 4:52
2. This Venom – 4:19
3. Are You Ready (Sam de Jong remix) – 3:36
4. Uninvited Guest – 3:55

## Formazione
- David Draiman – voce
- Dan Donegan – chitarra, programmazione, cori, tastiera
- John Moyer – basso, cori
- Mike Wengren – batteria, percussioni, cori, programmazione